# Intoxicația cu cianură
Intoxicația cu cianură este un tip de intoxicație care rezultă din expunerea la mai multe tipuri de cianură. Printre primele simptome se numără dureri de cap, amețeli, ritm cardiac accelerat, dificultăți respiratorii și vărsături. Acestea pot fi urmate de convulsii, ritm cardiac încetinit, tensiune arterială scăzută, pierderea cunoștinței și stop cardiac. Simptomele apar, de obicei, în decurs de câteva minute. Dacă persoana supraviețuiește, pot apărea probleme neurologice pe termen lung.
Compușii toxici care conțin cianură includ gazul de cianură de hidrogen și o serie de săruri de cianură. Intoxicația este relativ frecventă în urma inhalării de fum provenit de la un incendiu de locuință. Alte căi potențiale de expunere includ locurile de muncă implicate în lustruirea metalelor, anumite insecticide, medicamentul nitroprusiat și anumite semințe cum ar fi cele de mere și de caise. Formele lichide de cianură pot fi absorbite prin piele. Ionii de cianură interferează cu respirația celulară, ceea ce duce la incapacitatea țesuturilor organismului de a utiliza oxigenul.
Diagnosticul este adesea dificil. Poate fi suspectat la o persoană care a fost implicată într-un incendiu de locuință și care prezintă unnivel scăzut al stării de conștiență, tensiune arterială mică, sau un nivel ridicat de lactat în sânge. Nivelurile de cianură din sânge pot fi măsurate, însă acest lucru necesită timp. Nivelurile de 0,5–1 mg/L sunt considerate mici, 1–2 mg/L moderate, 2–3 mg/L severe, iar valorile mai mari de 3 mg/L duc, în general, la deces.
Dacă se suspectează expunerea, persoana trebuie îndepărtată de la sursa de expunere și decontaminată. Tratamentul implică îngrijire de susținere și administrarea de oxigen 100%. Hidroxocobalamina (vitamina B12a) pare a fi eficientă ca antidot și este, în general, tratamentul de primă linie. De asemenea, se poate administra tiosulfat de sodiu. De-a lungul istoriei, cianura a fost folosită pentru sinucideri în masă și de către Germania Nazistă în scopuri de genocid.